# Спомени от бъдещето
„Спомени от бъдещето“ е български игрален филм (документален) от 1987 година на режисьора Рангел Вълчанов.

## Актьорски състав
Не е налична информация за актьорския състав.